# Linus Fröberg
Linus Fröberg, född 16 juni 1993 i Karlstad, Sverige, är en svensk ishockeyspelare som är kontrakterad av Luleå Hockey i SHL. 
Hans moderklubb är Nor IK. Inför säsongen 2009/2010 gick han över till Brynäs IF för att studera på dess hockeygymnasium. Påföljande säsong gjorde han SHL-debut i föreningen. Säsongen 2011/2012 flyttade han tillbaka till Karlstad för att spela i Färjestad BK:s organisation. Han har också varit utlånad till Mora IK, Malmö Redhawks och Södertälje SK. Säsongen 2014/2015 skrev han på för BIK Karlskoga där det blev en säsong.
Linus Fröberg gjorde under säsongen 2018/2019 landslagsdebut i Tre Kronor. Han har 10 seniorlandskamper på meritlistan. Det stora genombrottet kom under hans tid i Växjö Lakers. Under våren 2018 vann Linus Fröberg SM-guld med Växjö Lakers.
Inför säsongen 2019/2020 blev han värvad till HV71.

## Meriter
- SM-guld 2018[2]
- SM-silver 2014[2]
- JSM-guld 2010[2]